# TVスター名鑑
TVスター名鑑（テレビスターめいかん）は、東京ニュース通信社が1992年から年に1回発売している名鑑。主に日本の国内で活動している芸能人（個人、グループ、子役）、文化人、キャスター、アナウンサーから、主な人物やメンバーのプロフィールを写真付きで掲載している。
当ページでは、インターネット版に当たる「Web版TVスター名鑑」と、姉妹誌として刊行されていた『フレッシュスター名鑑』（フレッシュスターめいかん）についても記述する。

## 概要
1992年に、テレビ情報誌『TVガイド』の創刊30周年を記念した臨時増刊号（10月15日号）扱いで創刊。表紙には『TVスター名鑑』、背表紙には『TVガイド臨時増刊TVスター名鑑』、裏表紙脇の奥付には『TVガイド臨時増刊　平成4年10月15日号 '92TVスター名鑑』との表記が為されていた。
当初は発行年とタイトルの年度を一致させていたが、1995年発行分の『TVスター名鑑'96』（臨時増刊・10月25日号）以降は、発行の翌年度をタイトルに冠している。2024年11月発行の名鑑を例に取れば、翌年度（2025年度）に合わせて『TVスター名鑑2025』というタイトルが付けられている。
発行時期は、1999年度版までは10月、2000年度版から2006年度版および2021年度版・2023年度版以降は12月、2007年度版から2020年度版および2022年度版は11月。発行形態については、1998年の『TVスター名鑑'99』までが『TVガイド』臨時増刊、1999年の『TVスター名鑑2000年』が『TVガイド』増刊、2000年の『TVスター名鑑2001』から2016年の『TVスター名鑑2017』はムック（ISBNあり）『TOKYO NEWS MOOK』シリーズ、2017年の『TVスター名鑑2018』から2020年の『TVスター名鑑2021』は雑誌（ISBNなし）『TVガイド特別編集シリーズ』、2021年の『TVスター名鑑2022』からはムック（『TVガイドMOOK』）として扱われている。
判型はA5判、基本的な色は、表紙が青地（2000年度版まで。2001年度版のみ紺地）または紫地（2002年度版以降）、本文誌面はモノクロである。毎年7月頃から通常の『TVガイド』に付録として芸能人名鑑が掲載されるが、これらをまとめたものが10月下旬ないし11月上旬、または12月上旬に発売されている。
掲載対象の人物やグループを、「女性スター」「男性スター」「子役」「グループ」「文化人」「キャスター・解説者・リポーター」「アナウンサー」というカテゴリーで分類していることが特徴。「アナウンサー」のカテゴリーでは、発行年の10月時点で「東京」「大阪」「名古屋」の民放テレビ局に正社員・嘱託社員・契約社員として在籍しているアナウンサーのプロフィールを、同月の改編時点で主に担当している番組のタイトルと合わせて掲載している。かつては、NHK放送センターに在籍するアナウンサーや、WOWOW（日本衛星放送）のアナウンサーも紹介。また、創刊当初はスポーツ選手、一時はK-1選手のプロフィールも「男性スター」扱いで掲載していた。

## Web版TVスター名鑑
2008年から2014年まで、本名鑑のウェブサイト版としてWeb版TVスター名鑑が存在した。なお、書籍版に掲載されている芸能人でも権利関係の事情でWeb版には掲載されていない場合があった。逆に書籍版には掲載せず、Web版のみに掲載されている場合もあった。

## フレッシュスター名鑑
姉妹誌には若手スターのみのスター名鑑であるフレッシュスター名鑑が存在した。1994年創刊でこちらは毎年3月に発売されていた。こちらも判型はA5判である。12歳 - 25歳の女性芸能人と12歳 - 30歳の男性芸能人が掲載対象となっていた（ただし、グループについてはメンバーに1人でもいれば掲載対象になっていた）。
2008年版以降は発行されておらず、編集を担当する株式会社ニュース企画によると今後は未定であり、事実上休刊の状態となっている。

## 既刊一覧

### TVスター名鑑
| シリーズ                 | タイトル         | ISBN or JAN        |
| ------------------------ | ---------------- | ------------------ |
| TVガイド臨時増刊         | '92TVスター名鑑  |                    |
| TVガイド臨時増刊         | TVスター名鑑'93  |                    |
| TVガイド臨時増刊         | TVスター名鑑'94  |                    |
| TVガイド臨時増刊         | TVスター名鑑'96  |                    |
| TVガイド臨時増刊         | '97TVスター名鑑  |                    |
| TVガイド臨時増刊         | TVスター名鑑'98  |                    |
| TVガイド臨時増刊         | TVスター名鑑'99  |                    |
| TVガイド増刊             | TVスター名鑑2000 |                    |
| TOKYO NEWS MOOK          | TVスター名鑑2001 | ISBN 9784924566095 |
| TOKYO NEWS MOOK          | TVスター名鑑2002 | ISBN 9784924566132 |
| TOKYO NEWS MOOK          | TVスター名鑑2003 | ISBN 9784924566187 |
| TOKYO NEWS MOOK          | TVスター名鑑2004 | ISBN 9784924566231 |
| TOKYO NEWS MOOK          | TVスター名鑑2005 | ISBN 9784924566354 |
| TOKYO NEWS MOOK          | TVスター名鑑2006 | ISBN 9784924566477 |
| TOKYO NEWS MOOK          | TVスター名鑑2007 | ISBN 9784924566606 |
| TOKYO NEWS MOOK          | TVスター名鑑2008 | ISBN 9784924566842 |
| TOKYO NEWS MOOK          | TVスター名鑑2009 | ISBN 9784863360266 |
| TOKYO NEWS MOOK          | TVスター名鑑2010 | ISBN 9784863360723 |
| TOKYO NEWS MOOK          | TVスター名鑑2011 | ISBN 9784863361157 |
| TOKYO NEWS MOOK          | TVスター名鑑2012 | ISBN 9784863361768 |
| TOKYO NEWS MOOK          | TVスター名鑑2013 | ISBN 9784863362727 |
| TOKYO NEWS MOOK          | TVスター名鑑2014 | ISBN 9784863363489 |
| TOKYO NEWS MOOK          | TVスター名鑑2015 | ISBN 9784863364363 |
| TOKYO NEWS MOOK          | TVスター名鑑2016 | ISBN 9784863365056 |
| TOKYO NEWS MOOK          | TVスター名鑑2017 | ISBN 9784863365971 |
| TVガイド特別編集シリーズ | TVスター名鑑2018 | JAN 4910165551278  |
| TVガイド特別編集シリーズ | TVスター名鑑2019 | JAN 4910165551285  |
| TVガイド特別編集シリーズ | TVスター名鑑2020 | JAN 4910165551292  |
| TVガイド特別編集シリーズ | TVスター名鑑2021 | JAN 4910165550110  |
| TVガイドMOOK             | TVスター名鑑2022 | ISBN 9784867013366 |
| TVガイドMOOK             | TVスター名鑑2023 | ISBN 9784867015179 |
| TVガイドMOOK             | TVスター名鑑2024 | ISBN 9784867017319 |
| TVガイドMOOK             | TVスター名鑑2025 | ISBN 9784867019245 |

### 姉妹紙
| シリーズ         | タイトル                                             | ISBN          |
| ---------------- | ---------------------------------------------------- | ------------- |
| TVガイド臨時増刊 | フレッシュスター名鑑'95                              |               |
| TVガイド臨時増刊 | フレッシュスター名鑑'96                              |               |
| TVガイド臨時増刊 | フレッシュスター名鑑'97                              |               |
| TVガイド臨時増刊 | フレッシュスター名鑑'98                              |               |
| TVガイド臨時増刊 | フレッシュスター名鑑'99                              |               |
| TVガイド増刊     | フレッシュスター名鑑2000                             |               |
| TOKYO NEWS MOOK  | フレッシュスター名鑑2001                             | 9784924566125 |
| TOKYO NEWS MOOK  | フレッシュスター名鑑2002                             | 9784924566156 |
| TOKYO NEWS MOOK  | フレッシュスター名鑑2003                             | 9784924566200 |
| TOKYO NEWS MOOK  | フレッシュスター名鑑2004                             | 9784924566293 |
| TOKYO NEWS MOOK  | フレッシュスター名鑑2005                             | 9784924566408 |
| TOKYO NEWS MOOK  | フレッシュスター名鑑2006                             | 9784924566545 |
| TOKYO NEWS MOOK  | フレッシュスター名鑑2007                             | 9784924566705 |
| TOKYO NEWS MOOK  | スター名鑑 Beauties 2012 U-25編                      | 9784863362062 |
| TOKYO NEWS MOOK  | スター名鑑 Beauties 2012 U-17編                      | 9784863362079 |
| TOKYO NEWS MOOK  | スター名鑑 Beauties 2012 声優&アニソンアーティスト編 | 9784863362086 |